# والتر واشنطن
والتر واشنطن (بالإنجليزية: Walter Washington)‏ هو سياسي أمريكي، ولد في 15 أبريل 1915 في داوسون في الولايات المتحدة، وتوفي في 27 أكتوبر 2003 في واشنطن العاصمة في الولايات المتحدة بسبب قصور كلوي. حزبياً، نشط في الحزب الديمقراطي. وقد انتخب عمدة واشنطن العاصمة (2 يناير 1975 – 2 يناير 1979).

## روابط خارجية
- والتر واشنطن على موقع مونزينجر (الألمانية)